# سن لورنزو د ال اسکوریال
سن لورنزو د ال اسکوریال (به اسپانیایی: San Lorenzo de El Escorial) یک دهستان در اسپانیا است که در مادرید (بخش خودمختار) واقع شده‌است. سن لورنزو د ال اسکوریال ۵۶٫۴ کیلومتر مربع مساحت و ۱۷٬۸۸۹ نفر جمعیت دارد و ۱٬۰۳۲ متر بالاتر از سطح دریا واقع شده است.

## خواهرخوانده
شهرهای سن-کانتن و سن لورنزو، پاراگوئه خواهرخوانده‌های سن لورنزو د ال اسکوریال هستند.